# Etihad Towers
Etihad Towers ist der Name eines Gebäudekomplexes mit fünf Türmen in Abu Dhabi, der Hauptstadt der Vereinigten Arabischen Emirate.

## Nutzung
Die Etihad Towers beinhalten Büro- und Wohnflächen sowie ein Hotel. Die Baukosten beliefen sich auf rund 4 Milliarden Dirham.
Im November 2011 wurde in Turm 1 das zur Jumeirah Group gehörende Jumeirah Etihad Towers Hotel eröffnet. Im 74. Stock des Turms 2 befindet sich auf 300 Metern eine Aussichtsplattform (OBSERVATION DECK AT 300), die mit dem Hotel verbunden ist. Seit 2020 wird das Hotel unter der Hilton-Conrad Hotels als Conrad at Etihad Towers Abu Dhabi vermarktet.

## Daten zum Gebäude
- Turm 1: 70 Stockwerke, 277 Meter
- Turm 2: 79 Stockwerke, 305 Meter
- Turm 3: 62 Stockwerke, 260 Meter
- Turm 4: 61 Stockwerke, 234 Meter
- Turm 5: 56 Stockwerke, 217 Meter

## Trivia
Die Etihad Towers kommen in dem Film Fast and Furious 7 vor. In einer dramatischen Fluchtszene springen die Protagonisten in einem Lykan HyperSport von Turm 2 durch Turm 3 und Turm 4.